# Enyandong
Enyandong est une localité du Cameroun située dans le département du Koupé-Manengouba et la Région du Sud-Ouest. Elle fait partie de la commune de Bangem.

## Population
Lors du recensement de 2005, le groupement d'Enyandong comptait 1 713 habitants, dont 269 pour le village d'Enyandong proprement dit.

## Personnalités liées
- Abraham Ebong Ngole (1895-1980), ministre de l'Église presbytérienne camerounaise, y est né.
- John Ebong Ngole (1940-2020), homme politique camerounais, y est né.